# Iñaki Alkiza Laskibar
Iñaki Alkiza Laskibar (basc: Iñaki Alkiza)  (Altza, 31 de juliol de 1933 - Sant Sebastià, 16 de maig de 2023) va ser un futbolista basc, president de la Reial Societat de Futbol, i polític nacionalista basc. També va ser el pare del futbolista internacional Bittor Alkiza Fernández.

## Futbolista
Va néixer al barri d'Herrera el 1933, annexionat igual que la resta del municipi d'Altza el 1940 a la ciutat de Sant Sebastià. Va tenir una modesta carrera com a futbolista professional, lligat principalment a la Reial Societat de Futbol, club en el qual va militar entre els anys 1955 i 1961. Havia arribat a la Reial Societat procedent del modest Club Esportiu Hernani el 1955. Va debutar l'1 d'abril de 1956 amb la Real en Lliga contra l'Atlètic de Madrid
Alkiza jugava com a davanter i va arribar disputar 73 partits oficials en la Real i a marcar 9 gols durant 6 temporades. 68 dels partits els va jugar en la Primera divisió espanyola. Va ostentar la titularitat de l'equip en les temporades 1958-59 i 1959-60.
El 1961, després d'haver jugat molt poc en la temporada anterior, va deixar el club i abandona la pràctica del futbol.

## President de la gestora municipal de Sant Sebastià
Encara que més conegut per la seva faceta com a futbolista i posteriorment president de la Reial Societat és destacable també la labor política exercida per Alkiza.
Durant la Transició Espanyola Iñaki Alkiza va ser membre de la gestora municipal que des de setembre de 1978 fins a març de 1979 va regir les destinacions municipals de Sant Sebastià, mentre es convocaven les primeres eleccions municipals després de la restauració de la democràcia. En aquesta gestora Alkiza actuava com a representant del Partit Nacionalista Basc. Des de febrer fins a març de 1979 va ser a més breument el president d'aquesta gestora (actuant per tant amb un càrrec equivalent al d'alcalde) en substitució del fins llavors president de la gestora, el socialista Ramón Jáuregui Atondo.

## Directiu i president de la Reial Societat
A partir de 1979, Alkiza deixa la política (encara que segueix vinculat a l'EAJ-PNV) i passa a fer funcions de direcció del seu antic club, la Reial Societat, institució esportiva que té un pes social molt important a Guipúscoa. Alkiza va entrar primer com a directiu del club sota la presidència de José Luis Orbegozo Balzola i posteriorment va ser triat ell mateix president del club (1983-1992).
Va començar el seu mandat amb un club que acabava de viure els moments més gloriosos de la seva història. La Reial Societat venia de guanyar dos títols de Lliga (1980-81 i 1981-82) i realitzar una gran campanya en la Copa d'Europa de futbol arribant fins a semifinals (1981-82); però s'enfrontava amb una situació de debilitat econòmica estructural i amb la necessitat de planificar una renovació d'una plantilla que ja havia donat els seus millors moments.
Després d'una sèrie de campanyes mediocres (1983-85), la directiva d'Alkiza va començar una renovació a fons del club. Com a decisions més importants del seu mandat cal destacar la contractació de John Benjamin Toshack com a tècnic (1985) en substitució d'Alberto Ormaetxea, el tècnic que havia fet a l'equip bicampió. Toshack va modernitzar i va rejovenir l'equip, va obtenir una Copa del Rei de futbol el 1987 i un doble subcampionat de Lliga i Copa en la temporada 1987-88. La directiva d'Alkiza va ser també la que va prendre la decisió de tornar a fitxar jugadors estrangers (una pràctica que no realitzava el club des dels anys 1960), en fitxar a l'anglo-irlandès John Aldridge el 1988.
En el pla institucional cal destacar altres dos fets realitzats durant el mandat d'Alkiza. Per fi es va solucionar el problema de l'Estadi d'Atotxa (petit i antiquat), en escometre's la construcció de l'Estadi d'Anoeta, sufragat per les institucions públiques i la Reial Societat. L'estadi seria inaugurat pel successor d'Alkiza, Luis Uranga Otagui el 1993).
D'altra banda Alkiza va deixar al club en una situació econòmica sanejada després d'escometre amb èxit la conversió del club en societat anònima esportiva al llarg de 1992. Després de la realització de la conversió del club en S.A.D. Alkiza va abandonar la presidència.
Les tres mesures escomeses per Alkiza en el seu mandat (construcció d'Anoeta, fitxatge d'estrangers, conversió en S.A.D.), encara que considerades necessàries en el seu moment, solen ser adduïdes per molts, per diversos motius, com a causes del declivi del club al llarg de la dècada dels anys 1990.
El 1992 quan Alkiza va dimitir estava ben considerat per l'afició i la seva gestió no estava contestada per grups significatius. A l'hora de dimitir, Alkiza va adduir que la causa era l'arribada del seu fill Bittor Alkiza Fernández a la primera plantilla de la Real durant la temporada 1991-92. Iñaki Alkiza no volia que la carrera futbolística del seu fill fos qüestionada per ser el fill del president del club i va dimitir per no interferir-hi.

## Tornada a la política
Després d'abandonar la presidència de la Reial Societat i aprofitant la bona imatge pública general que tenia a Guipúscoa, es va presentar com a candidat a Diputat General de Guipúscoa per Eusko Alkartasuna a les eleccions a les Juntes Generals del País Basc de 1995. La seva candidatura va ser la tercera més votada per darrere de les de PNB i Herri Batasuna, encara que per escàs marge, ja que es va quedar a 2,51% de vots de la candidatura guanyadora que va ser la de Román Sudupe Olaizola (PNB). Sortí escollit membre de les Juntes Generals de Guipúscoa i fou nomenat vicepresident de les Juntes Generals durant la legislatura 1995-1999. Amb posterioritat, a les eleccions forals de 1999 es va presentar integrat en una candidatura conjunta del PNB i Eusko Alkartasuna i va tornar a sortir reelegit juntero. Durant la legislatura 1999-2003 va exercir el càrrec de president de les Juntes Generals de Guipúscoa.
Després de 2003 ha abandonat la política.